# Jobbágyi
Jobbágyi là một thị trấn thuộc hạt Nógrád, Hungary. Thị trấn này có diện tích 17,83 km², dân số năm 2010 là 2273 người, mật độ 127 người/km².